# Королівська медаль пошани
Королівська медаль пошани (дан. Den Kongelige Belønningsmedalje) — медаль Данії. Встановлена королем Кристіаном IX медаль вручається як привілей монарха. Нині вона присуджується за 40 або 50 років служби в одного і того ж приватного роботодавця.

## Історія
Королівська нагородна медаль була заснована указом короля Кристіана IX від 4 вересня 1865 року. Статут медалі поновлюється після приходу на престол нового монарха Данії. Останні статути були прийняті 1 листопада 1972 року з незначними поправками, внесеними 28 листопада 1986 року та 25 січня 1988 року.

## Зовнішній вигляд
Медаль виготовлена Королівським монетним двором Данії. Медаль кругла, 28 міліметрів у діаметрі. Вона виготовляється або з позолоченого срібла (для золотих медалей), або зі срібла та виготовляється з короною, що надходить на медаль, або без неї. На аверсі зображення королеви Маргрете II у профіль. Навколо зображення є напис Margareta II — Regina Daniæ. На реверсі медалі зображено вінок із дубового листя. По краю вигравірувано імена нагороджених, що вказує на те, що медаль є особистою власністю нагороджених і не підлягає поверненню в разі смерті, на відміну від знаків орденів. Медаль підвішена до червоної стрічки з білим хрестом.

## Критерії
Медаль вручається волею монарха і не вимагає попередньої рекомендації від будь-якого державного органу чи інституції. Зараз медаллю в основному відзначають тих осіб, які пропрацювали в одного приватного роботодавця протягом 50 років, або тих, хто більше не працює, але мав не менше 40 років сумлінної служби. Медаль має скорочену назву в Судовому та Державному календарях такими наступними постноміналами:
- B.M. 1* Золота медаль з короною
- B.M. 1 Золота медаль
- B.M. * Срібна медаль з короною
- B.M. Срібна медаль